# Prison civile de Ségbana
La prison civile de Ségbana est un ancien établissement pénitentiaire béninois situé dans la localité de Segbana, dans le département de l'Alibori. Initialement conçu pour accueillir des prisonniers politiques et parfois cité comme un lieu de torture, l'établissement ferme ses portes au début des années 90.

## Histoire

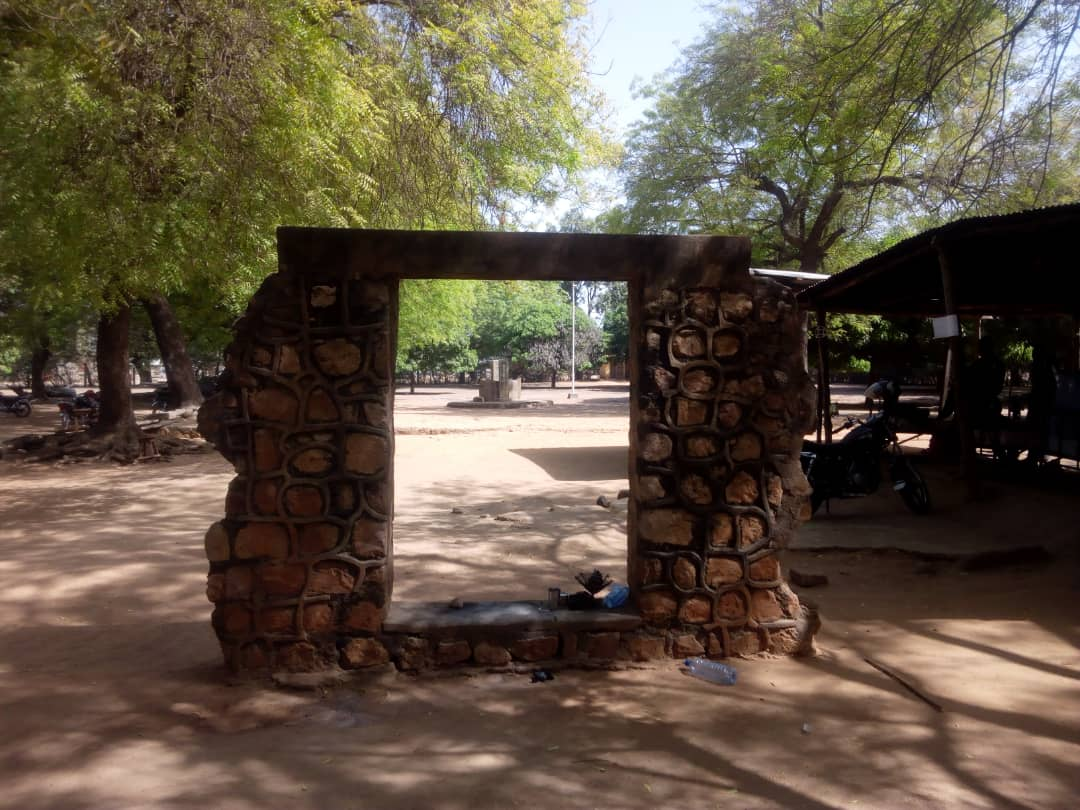
Ancienne porte de la prison en 2018

En 1964, le président Émile Derlin Zinsou décide la construction de la prison de Ségbana.
Cependant, en 1980, le Bénin, alors connu en tant que Dahomey, fait face à une crise économique sévère, obligeant le pays à adopter des mesures strictes sous l'égide du FMI pour redresser ses finances nationales. Ces mesures draconiennes entraînent des grèves massives d'étudiants et de fonctionnaires, paralysant le pays. Pour étouffer les contestations populaires, le régime marxiste-léniniste du général Mathieu Kérékou opte pour une politique répressive, en particulier à l'encontre des intellectuels. La police politique instaure la terreur, recourant à la torture et à l'emprisonnement pour réprimer les opposants. C'est ainsi que la prison de Ségbana, située dans le nord du pays, devient le lieu de détention de ceux qui s'opposent au régime en place. Cette période sombre de l'histoire de la prison de Ségbana est marquée par une répression brutale à l'encontre des opposants politiques et des intellectuels, constituant un témoignage des luttes politiques et des violations des droits de l'homme au Bénin,,.

## Fermeture
En 1990, sous la pression populaire, le président Mathieu Kérékou initie une transition démocratique à la suite de la conférence des forces vives de la nation. Au cours de cette conférence, plusieurs détenus et personnalités politiques dénoncent les persécutions en cours. Les témoignages des détenus, relatant les tortures subies, contribuent à la décision de fermer l'établissement,,,.